# 里希邁基—聖彼得堡鐵路

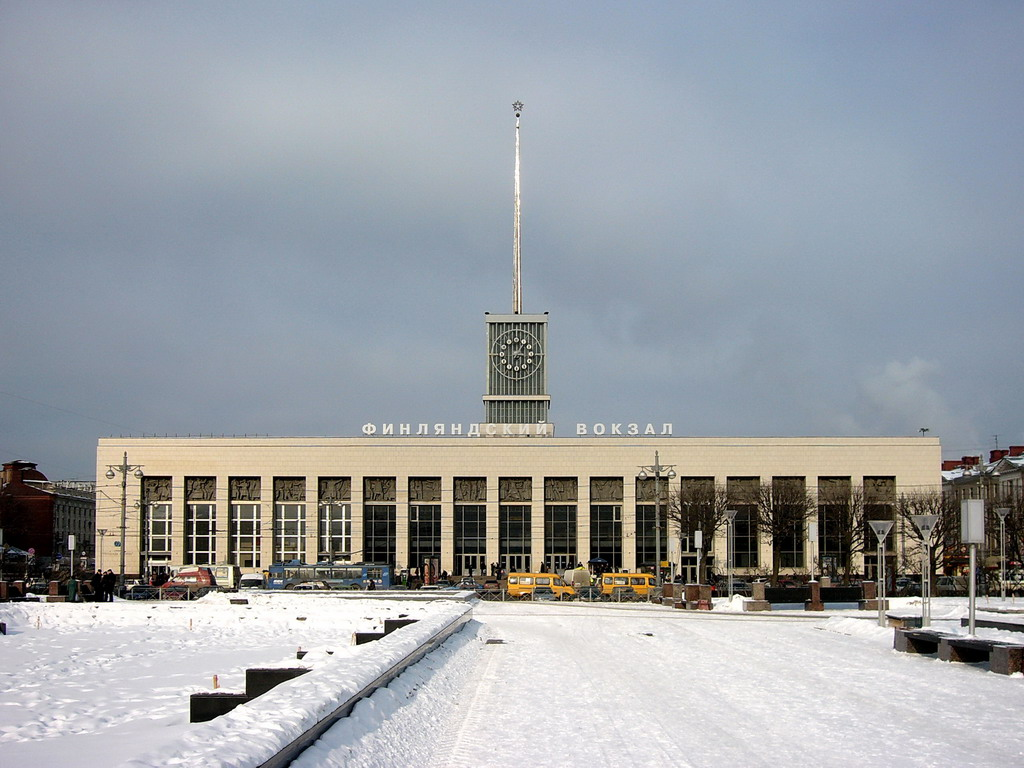
芬蘭車站，鐵路的南終站

里希邁基—聖彼得堡鐵路（俄语：Железная дорога Рийхимяки — Санкт-Петербург）是連接芬蘭里希邁基和俄羅斯第二大城市聖彼得堡芬蘭車站的鐵路線，全長385公里。中經拉赫蒂、科沃拉、維堡等城市。
1867年分頭動工，1870年完工。1913年芬蘭鐵路橋落成，與俄羅斯鐵路系統接通。1917年前全路段屬於芬蘭鐵路財產。1978年完成全線電氣化。